# Hydra salmacidis
Hydra salmacidis is een hydroïdpoliep uit de familie Hydridae. De poliep komt uit het geslacht Hydra. Hydra salmacidis werd in 1997 voor het eerst wetenschappelijk beschreven door Lang da Silveira, Souza-Gomes & de Souza e Silva. 